# 比利·菲斯克

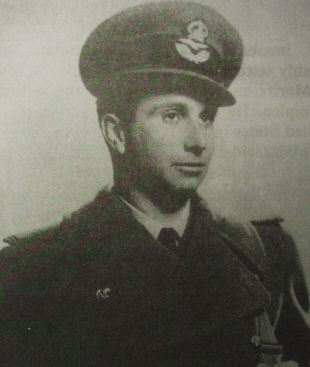
比利·菲斯克

威廉·米德·林斯利·菲斯克三世（英語：William Meade Lindsley Fiske III，1911年6月4日—1940年8月17日），昵称比利·菲斯克，美国著名运动员，也是在不列颠空战中阵亡的第一位美国籍飞行员。